# Martin von Eyb

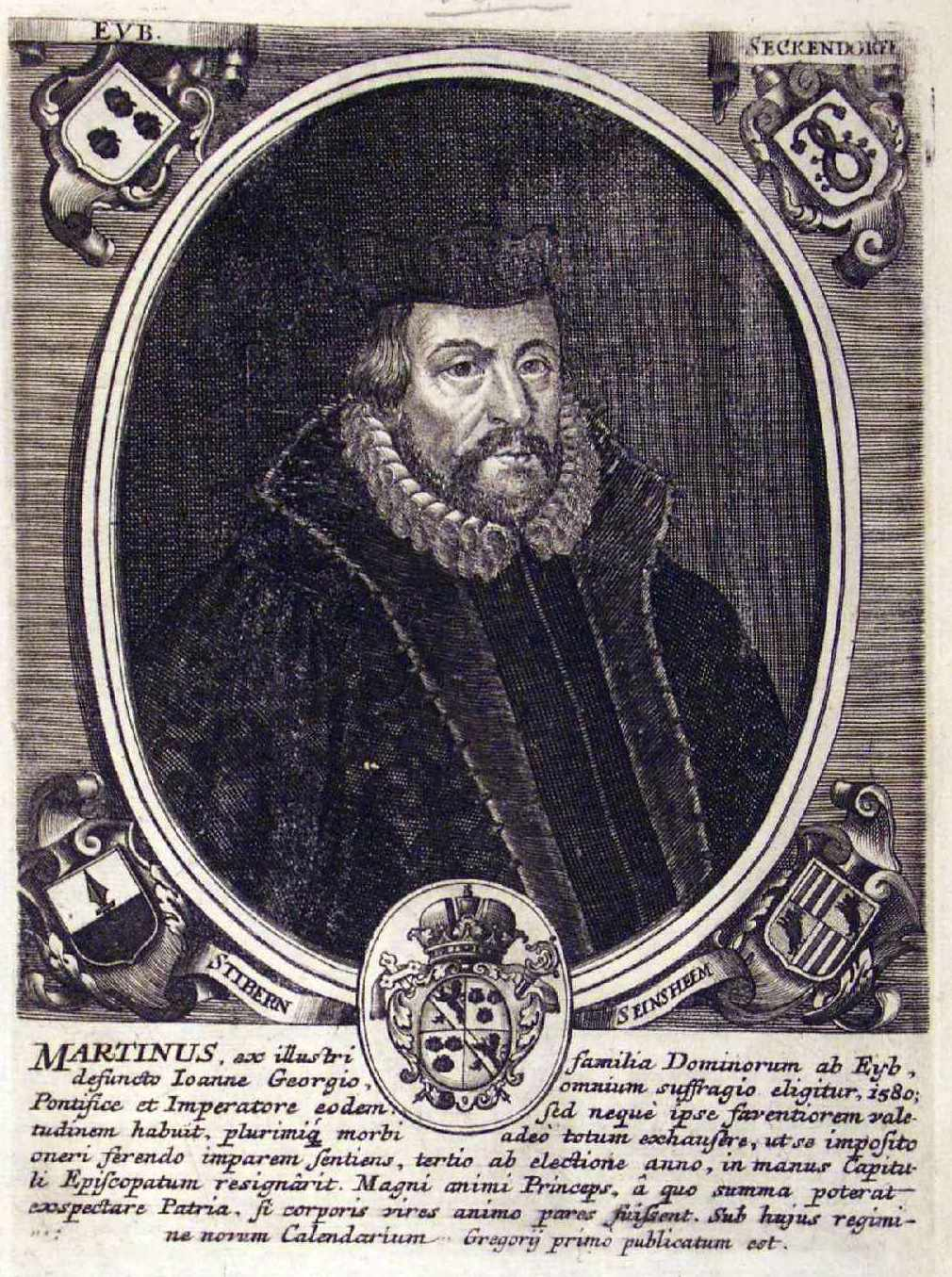
Martin von Eyb, Kupferstich von Johann Salver

Wappen der Familie von Eyb. Als Bischof führte es Martin von Eyb als Element in einem gemehrten Wappen weiter.

Martin von Eyb (* 1543; † 27. August 1594 in Weißenburg in Bayern) war von 1580 bis 1583 Fürstbischof von Bamberg.

## Martin von Eyb im Familienkontext
Martin von Eyb stammt aus der fränkischen reichsfreien Adelsfamilie der Eyb (siehe auch Liste fränkischer Rittergeschlechter). Der namensgebende Ort Eyb ist heute ein Ortsteil der Stadt Ansbach in Mittelfranken. Aus der Familie sind weitere Familienmitglieder mit hohen kirchlichen Würden hervorgegangen. Gabriel von Eyb (1455–1535) war Fürstbischof von Eichstätt (1496–1535), ebenfalls Johann Martin von Eyb (1630–1704) im Amt von 1697 bis 1704.

## Biografische Daten
Zur Zeit der Wahl von Martin von Eyb zum Fürstbischof war Gregor XIII. Papst und Rudolf II. Kaiser. Die Regentschaft des Martin von Eyb war nur kurz. Sein Gesundheitszustand verschlechterte sich zunehmend, er trat vom Bischofsamt zurück. Er verstarb am 27. August 1594 auf einer Reise in Weißenburg. Er wurde im Dom zu Eichstätt begraben. 